# Museo diffuso di Testaccio
Il museo diffuso di Testaccio si trova nell'omonimo rione del centro storico di Roma.
Il museo è stato fondato dalla Soprintendenza Speciale per i Beni Archeologici di Roma con l'intento di creare un percorso culturale per far scoprire al visitatore, la storia, i monumenti e gli edifici di questo rione di Roma.

## Descrizione
Il percorso museale è disposto in gran parte dei 60 ettari del Testaccio e si compone di vari monumenti, edifici, pannelli esplicativi, un percorso multimediale disposti in lungo e in largo nel rione.
Il museo si compone del seguente sistema espositivo

- Vari pannelli espositivi disposti in lungo ed in largo nel rione Testaccio;
- Percorso multimediale, sito presso il mercato di Testaccio;
- Emporium, sito nel lungotevere Testaccio;
- Parco urbano del Porticus Aemilia, sito in via Rubattino e in via Beniamino Franklin;
- Area archeologica del mercato di Testaccio, sita nei sotterranei dell'eponimo mercato[6];
- Area didattica "Sottosopra", sita presso il mercato di Testaccio[7];
- Monte Testaccio o Monte dei cocci, sito nell'angolo tra via Galvani e via Nicola Zabaglia.

Altre infrastrutture del sistema museale
altri luoghi da visitare citati nella brochure del  museo:
- Piramide Cestia, in via Raffaele Persichetti;
- Horrea Galbana, sita presso piazza dell'Emporio;
- Sepolcro di Servio Sulpicio Galba, sito in via Giovanni Branca, nei pressi del Giardino Famiglia di Consiglio, NB Nella brochure e nei vari pannelli esplicativi del museo diffuso viene definito come sepolcro, in realtà si tratta di un pannello con la storia di questa tomba
- Cimitero acattolico di Roma, sito in via Caio Cestio;
- Cimitero del Commonwealth di Roma, sito in via Nicola Zabaglia;
- Ex mattatoio di Roma, sito in via Beniamino Franklin;
- Caserma dei Vigili del Fuoco Alberto De Jacobis, sita in via Marmorata, angolo via Galvani;
- Palazzo delle poste di Via Marmorata, sito in via Marmorata, NB Sebbene questo edificio si trova nel rione San Saba, viene citato nella brochure nelle cose da visitare nel museo diffuso di Testaccio
- Porta San Sebastiano, sita tra Piazzale Ostiense e Piazza Porta San Paolo;
- Ex campo Testaccio, sito in via Nicola Zabaglia;
- Schola Collegi, sita in via Marmorata;
- Arco di San Lazzaro, sito in via Marmorata, NB Sebbene questo edificio si trova nel rione Ripa, viene citato nella brochure del museo diffuso nelle cose da visitare nel museo diffuso di Testaccio
- Edifici di I. Sabbatini, siti in via Marmorata;
- Quartiere moderno, sito in lungo e in largo nel rione;
- Mura aureliane, site lungo via del Campo Boario;
- Chiesa di Santa Maria Liberatrice, sita in piazza Santa Maria Ausiliatrice;
- Mercato rionale di Testaccio, sito tra via Galvani, via Beniamino Franklin, via Aldo Manuzio e via Lorenzo Ghiberti.

## Collegamenti
|  | È raggiungibile dalla stazione Roma Porta San Paolo. |

|  | È raggiungibile dalla stazione di Roma Ostiense. |

|  | È raggiungibile dalla stazione di Roma Ostiense. |

|  | È raggiungibile dalla stazione di Roma Ostiense. |

| È raggiungibile dalla fermata P.le Ostiense | del tram 3 |

| È raggiungibile dalla fermata Marmorata/Galvani | del tram 3 |

| È raggiungibile dalla fermata Marmorata/Vanvitelli | del tram 3 |

| È raggiungibile dalla fermata Emporio | del tram 3 |

| È raggiungibile dalla fermata Porta San Paolo | del tram 8 |

| È raggiungibile dalla fermata Marmorata/Galvani | del tram 8 |

| È raggiungibile dalla fermata Marmorata/Vanvitelli | del tram 8 |

| È raggiungibile dalla fermata Emporio | del tram 8 |